# Sergenon
Sergenon est une commune française située dans le département du Jura, dans la région culturelle et historique de Franche-Comté et la région administrative Bourgogne-Franche-Comté.
Ses habitants sont les sergenonais.

## Géographie
Sergenon, petit village de la Bresse Jurassienne, se situe à 25 km au sud de Dole et à 33 km au nord de Lons-le-Saunier. Les communes limitrophes sont Pleure, Chêne-Bernard, Rye, Sergenaux, Les Deux-Fays et Biefmorin. Les trois cinquièmes de la commune sont recouverts de bois communaux ou privés.
À l'ouest de la commune, coule une petite rivière, la Dorme. Elle prend naissance à Chêne-Bernard et se jette, une dizaine de kilomètres plus bas dans la rivière Brenne, sur la commune de Mouthier-en-Bresse (Saône-et-Loire).
Un sentier de grande randonnée traverse la commune : le GR de Pays "la Bresse Comtoise".

### Climat
Pour des articles plus généraux, voir Climat de la Bourgogne-Franche-Comté et Climat du département du Jura.
En 2010, le climat de la commune est de type climat des marges montargnardes, selon une étude du Centre national de la recherche scientifique s'appuyant sur une série de données couvrant la période 1971-2000. En 2020, Météo-France publie une typologie des climats de la France métropolitaine dans laquelle la commune est exposée à un climat semi-continental et est dans une zone de transition entre les régions climatiques « Bourgogne, vallée de la Saône » et « Jura ». 
Pour la période 1971-2000, la température annuelle moyenne est de 10,6 °C, avec une amplitude thermique annuelle de 17,3 °C. Le cumul annuel moyen de précipitations est de 1 026 mm, avec 12,2 jours de précipitations en janvier et 8,5 jours en juillet. Pour la période 1991-2020, la température moyenne annuelle observée sur la station météorologique de Météo-France la plus proche, « Colonne », sur la commune de Colonne à 9 km à vol d'oiseau, est de 11,7 °C et le cumul annuel moyen de précipitations est de 1 170,0 mm. 
La température maximale relevée sur cette station est de 40,3 °C, atteinte le 7 août 2003 ; la température minimale est de −18 °C, atteinte le 12 janvier 1987,,. 
Les paramètres climatiques de la commune ont été estimés pour le milieu du siècle (2041-2070) selon différents scénarios d'émission de gaz à effet de serre à partir des nouvelles projections climatiques de référence DRIAS-2020. Ils sont consultables sur un site dédié publié par Météo-France en novembre 2022.

## Urbanisme

### Typologie
Au 1er janvier 2024, Sergenon est catégorisée commune rurale à habitat très dispersé, selon la nouvelle grille communale de densité à sept niveaux définie par l'Insee en 2022.
Elle est située hors unité urbaine et hors attraction des villes,.

### Occupation des sols
L'occupation des sols de la commune, telle qu'elle ressort de la base de données européenne d’occupation biophysique des sols Corine Land Cover (CLC), est marquée par l'importance des forêts et milieux semi-naturels (66 % en 2018), en diminution par rapport à 1990 (68 %). La répartition détaillée en 2018 est la suivante : 
forêts (66 %), prairies (22,2 %), zones agricoles hétérogènes (11,7 %). L'évolution de l’occupation des sols de la commune et de ses infrastructures peut être observée sur les différentes représentations cartographiques du territoire : la carte de Cassini (XVIIIe siècle), la carte d'état-major (1820-1866) et les cartes ou photos aériennes de l'IGN pour la période actuelle (1950 à aujourd'hui).

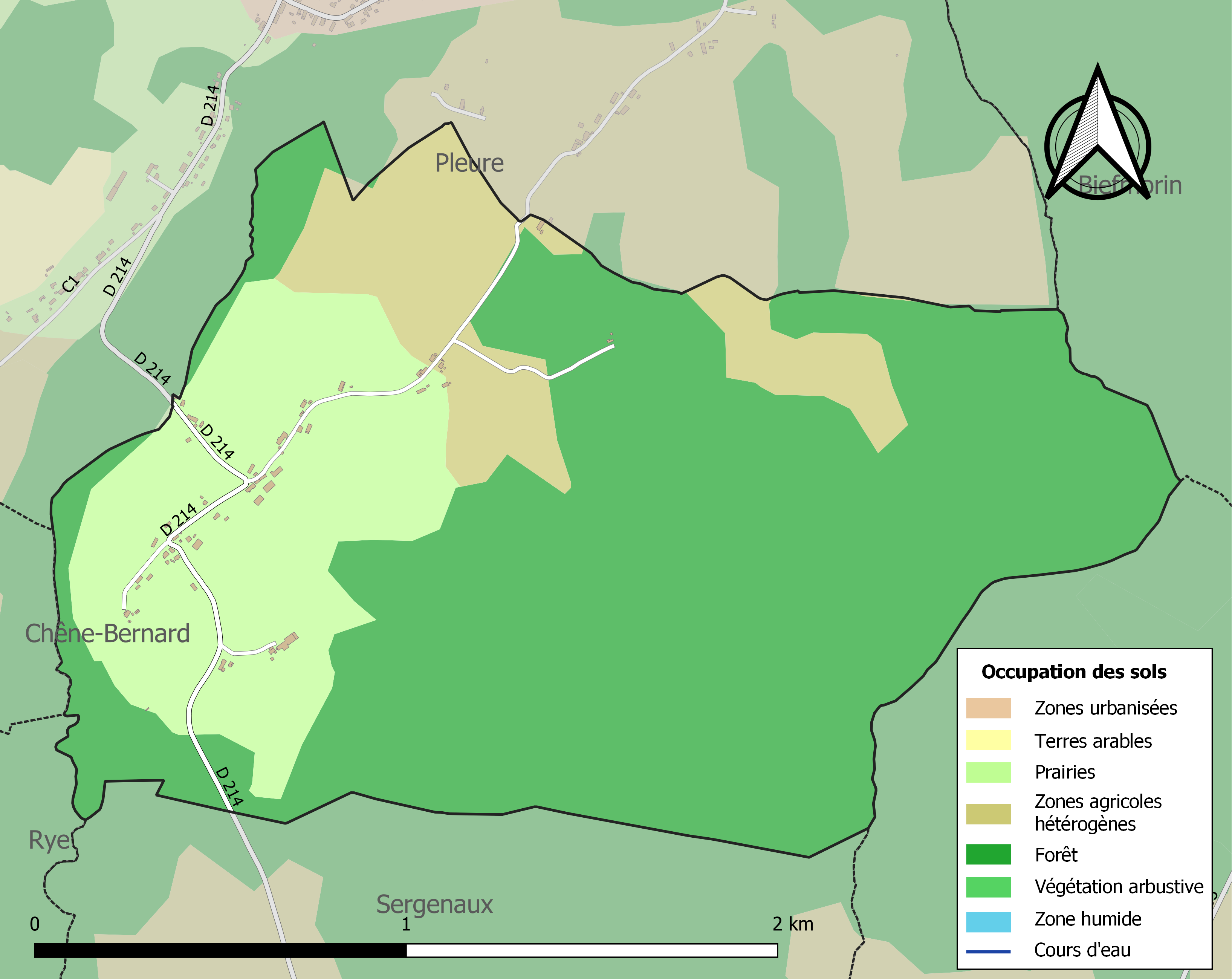
Carte des infrastructures et de l'occupation des sols de la commune en 2018 (CLC).

## Politique et administration
| Période   | Période   | Identité         | Étiquette | Qualité                     |
| --------- | --------- | ---------------- | --------- | --------------------------- |
| 1989      | mars 2008 | Gabriel Giroudet | DVD       |                             |
| mars 2008 | En cours  | Mathilde Lalubin | SE        | Retraitée Fonction publique |

## Démographie
L'évolution du nombre d'habitants est connue à travers les recensements de la population effectués dans la commune depuis 1793. Pour les communes de moins de 10 000 habitants, une enquête de recensement portant sur toute la population est réalisée tous les cinq ans, les populations de référence des années intermédiaires étant quant à elles estimées par interpolation ou extrapolation. Pour la commune, le premier recensement exhaustif entrant dans le cadre du nouveau dispositif a été réalisé en 2006.

En 2022, la commune comptait 57 habitants, en évolution de +7,55 % par rapport à 2016 (Jura : −0,81 %, France hors Mayotte : +2,11 %).
| 1793 | 1800 | 1806 | 1821 | 1831 | 1836 | 1841 | 1846 | 1851 |
| ---- | ---- | ---- | ---- | ---- | ---- | ---- | ---- | ---- |
| 113  | 114  | 125  | 123  | 147  | 160  | 149  | 160  | 140  |

| 1856 | 1861 | 1866 | 1872 | 1876 | 1881 | 1886 | 1891 | 1896 |
| ---- | ---- | ---- | ---- | ---- | ---- | ---- | ---- | ---- |
| 129  | 151  | 144  | 148  | 178  | 187  | 183  | 170  | 169  |

| 1901 | 1906 | 1911 | 1921 | 1926 | 1931 | 1936 | 1946 | 1954 |
| ---- | ---- | ---- | ---- | ---- | ---- | ---- | ---- | ---- |
| 165  | 166  | 171  | 123  | 107  | 105  | 107  | 91   | 79   |

| 1962 | 1968 | 1975 | 1982 | 1990 | 1999 | 2006 | 2011 | 2016 |
| ---- | ---- | ---- | ---- | ---- | ---- | ---- | ---- | ---- |
| 67   | 73   | 45   | 59   | 49   | 50   | 38   | 55   | 53   |

| 2021 | 2022 | - | - | - | - | - | - | - |
| ---- | ---- | - | - | - | - | - | - | - |
| 54   | 57   | - | - | - | - | - | - | - |

## Culture et patrimoine

### Lieux et monuments

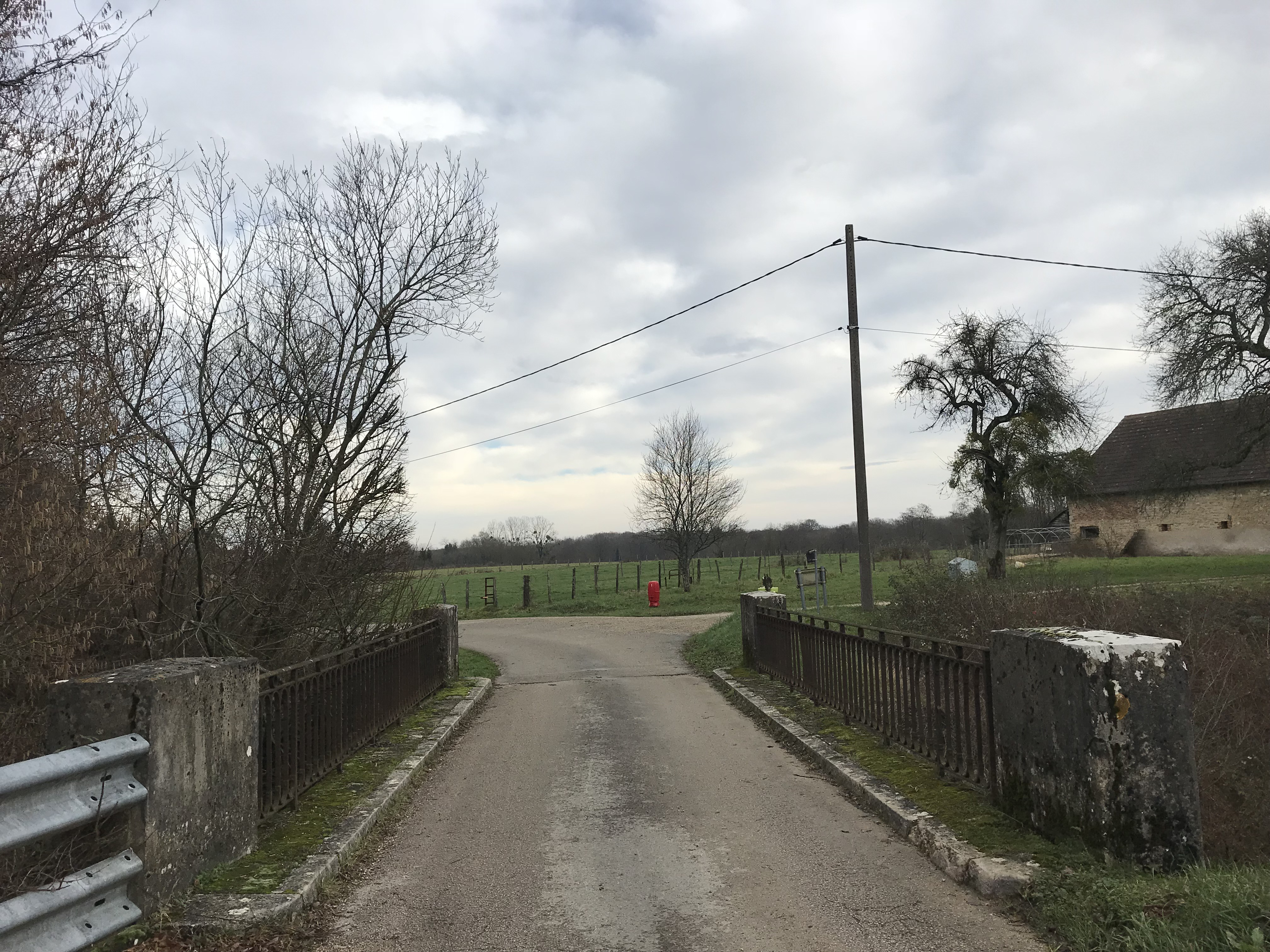
Le pont de pierre.

- Fontaine communale située le long de la rue Potard.
- Ancienne maisonnette de chemin de fer.
- Pont en pierre emprunté par la route départementale 214 sur le Canal du Moulin.

#### Étangs
Neuf étangs sur le territoire communal : 
- étang de la Magdelaine ;
- étang Neuf ;
- étang de la République ;
- étang Faty ;
- étang Vieux ;
- étang Giroudet ;
- étang Potard ;
- étang Bidalot ;
- étang de la Combe.